# Bordj Ghédir
Bordj Ghédir là một đô thị thuộc tỉnh Bordj Bou Arréridj, Algérie. Dân số thời điểm năm 2002 là 23.289 người.